# Леген
Леген е кръгъл, не много дълбок домакински съд, изработен от пластмаса или метал, който служи за пране или миене. Легенът започва да се използва като примитивен умивалник в миналото, когато все още няма течаща вода. Той се използва и за къпане на бебета, защото е плитък и няма опасност от удавяне. Когато легенът е с правоъгълна или овална форма, а не кръгла, се нарича корито. Поилките за животни често също представляват корито.
Преди изобретяването на пералните машини, прането се извършва в леген, като дрехите първо се накисват в него в гореща вода. След като водата поизстине, се натриват със сапун и се трият на ръка, след което се изплакват с чиста вода и се простират. Триенето може да става и с помощта на уошборд.